# Elizabeth Murray (artista)
Elizabeth Murray   (Chicago, 6 de setembre de 1940 - Nova York, 12 d'agost de 2007) va ser una pintora, gravadora i dibuixant nord-americana. Les seves obres es troben a moltes col·leccions públiques importants, incloses les del Museu Solomon R. Guggenheim, el Museu Hirshhorn i Jardí d'Escultures, el Museu d'Art Pérez de Miami, el Museu d'Art Modern, el Museu Whitney d'Art Americà, el Museu d'Art Modern de San Francisco, l'Institut d'Art de Chicago, el Museu d'Art Carnegie i el Wadsworth Atheneum. Murray era coneguda pel seu ús de teles amb forma.

## Biografia
Elizabeth Murray va néixer a Chicago, Illinois, Estats Units de pares irlandesos-catòlics. El seu pare era advocat i la seva mare aspirava a ser artista comercial. Va animar la seva filla a pintar i amb l'ajuda del seu professor d'art de secundària Murray va entrar a l'School of the Art Institute of Chicago el 1958 i es va graduar amb un BFA el 1962. Va obtenir el seu màster en Belles Arts al Mills College el 1964. Com a estudiant, va ser influenciada per pintors que van des de Cézanne fins a Robert Rauschenberg i Jasper Johns.

## Carrera
Va ensenyar art al Daemen College de 1965 a 1967. El 1967, Murray es va traslladar a la ciutat de Nova York. Va exposar per primera vegada el 1971 a l'exposició anual del Whitney Museum of American Art. Una de les seves primeres obres madures va incloure " Children Meeting ", 1978 (ara a la col·lecció permanent del Whitney Museum), una pintura a l'oli sobre tela que evoca característiques humanes, personalitats o sentiments purs mitjançant una interacció de formes no figuratives, color i línies. Destaca especialment per les seves pintures shaped canvas. Falling, un exemple anterior del seu llenç en forma de 1976 es pot trobar a la col·lecció del Pérez Art Museum Miami.

## Premis i honors
Va ser escollida membre de l'Acadèmia Americana de les Arts i les Ciències el 1998. El 1999, Murray va rebre una beca MacArthur. Aquesta beca va portar directament a l'obertura del Bowery Poetry Club, un local d'arts escèniques del Lower East Side dirigit pel seu marit, Bob Holman.
El 2006, la seva carrera de 40 anys va ser homenatjada al Museu d'Art Modern de Nova York (MoMA). La retrospectiva va ser àmpliament elogiada, i The New York Times va assenyalar que al final de l'exposició, "Et quedes amb el sentit d'una artista a l'interior de la seva autoritat i encara profunditzant". A 2008, Murray va ser només una de les cinc artistes dones que van tenir una retrospectiva al MoMA: les altres quatre són Louise Bourgeois (el 1982), Lee Krasner (el 1984), Helen Frankenthaler (el 1989) i Lee Bontecou (el 2004).

## Vida personal
Murray es va casar amb l'escultor Don Sunseri el 1963 a San Francisco. Murray i Sunseri s'havien conegut tres anys abans a l'Art Institute of Chicago. Entre els convidats al seu casament hi havia l'amiga íntima i companya artista de Murray, Jennifer Bartlett. Murray i Sunseri van tenir un fill junts, Dakota Sunseri, abans que finalment es divorciessin. Murray es va casar més tard amb el poeta i activista poètic Bob Holman, a qui va conèixer el 1980. Van tenir dos fills, les filles Sophia Murray Holman i Daisy Murray Holman. La parella va romandre junts, dividint el temps entre la ciutat de Nova York i la seva granja al comtat de Washington, Nova York, fins a la mort de Murray.

## Mort
El 2007, Murray va morir de càncer de pulmó. En el seu obituari, The New York Times va escriure que Murray "va remodelar l'abstracció modernista en un llenguatge de formes animat, basat en dibuixos animats, els temes del qual incloïen la vida domèstica, les relacions i la naturalesa de la pròpia pintura...." El Bowery Poetry Club va celebrar un Dia d'Elogi en el seu honor el 30 d'agost de 2007, amb els artistes Brice Marden i Joel Shapiro, les escriptores Jessica Hagedorn i Patricia Spears Jones i els coreògrafs Elizabeth Streb i Yoshiko Chuma entre els assistents. Artforum va descriure l'esdeveniment com "una barreja d'allò commovedor i el còmic que amenaçava d'acostar-lo a un sketch de Saturday Night Live que destruïa la pràctica de la performance avantguardista que un record real del món de l'art." Un segon memorial privat va ser celebrat al Museu d'Art Modern més tard aquella tardor. A Murray li van sobreviure el seu marit i tres fills.

## Llegat: art i feminisme
| «               | El gest curatorial de Murray semblaria haver constituït un canvi parcial d'opinió respecte a ella... un feminisme anteriorment autònom. És important, però, que la seva estratègia per convèncer va ser exposar, treure imatges de l'ombra... Com passa amb el disc de l'expressionisme abstracte, també amb el MoMA, on s'emmagatzemen moltes més obres de dones que les que s'exhibeixen. | » |
| — Robert Storr, | |   |

Després de la mort de Murray, la Fundació AG, la Universitat de Colúmbia i els Arxius d'Art Americà van establir el "Projecte d'Història Oral de les Dones d'Elizabeth Murray en el Projecte d'Arts Visuals", per honrar la seva memòria. Agnes Gund de la Fundació AG va dir d'ella:
| «                                 | Sembla molt correcte honrar a Elizabeth Murray arxivant les vides, els pensaments, els somnis i els objectius d'altres dones que, com ella mateixa, van persistir en les arts visuals, ampliant i enriquint el món a través del seu treball | » |
| — Agnes, de la Fundació AG. Gund, | |   |

## Residència d'artista
El programa Elizabeth Murray Artist Residency (EMAR) de Collar Works, ofereix residències a un grup divers d'artistes i artistes emergents i establerts com a pares. Collar Works és un espai d'art sense ànim de lucre a Troy, Nova York. La residència és un ambient immersiu, solidari, productiu i comunitari per a la creació d'art i el diàleg en una granja bucòlica de 77 acres al comtat de Washington, Nova York. El 2017, la família Murray-Holman es va associar amb Collar Works per dissenyar un programa de residències d'estiu per a artistes visuals. Bob Holman era el marit d'Elizabeth Murray. La granja va servir com a casa d'estiueig per als Murray-Holman i el seu estudi es trobava al graner lleter semblant a una catedral. La família va pensar que l'ús creatiu de la propietat i l'entorn natural continuaria amb el llegat d'Elizabeth Murray.
EMAR és un programa de residència sense cost per assistir-hi, amb el suport total i amb capacitat entre 5 i 7 artistes per setmana. Els artistes tenen el temps i l'espai per desenvolupar nous treballs, amb l'oportunitat de conversar amb els companys. Hi ha accés les 24 hores a estudis semiprivats, beques d'artistes i dormitoris privats.

## Pel·lícula
Tothom sap... Elizabeth Murray , una pel·lícula de Kristi Zea, que explora la vida i l'obra de Murray, es va estrenar al Festival de Cinema de Tribeca el 2016.